# Ꞣ
Cette page contient des caractères spéciaux ou non latins. S’ils s’affichent mal (▯, ?, etc.), consultez la page d’aide Unicode.
Ne doit pas être confondu avec le K barré (Ꝁ) ni avec le K barré diagonalement (Ꝃ)
Ꞣ (minuscule ꞣ), ou K barré obliquement est une lettre additionnelle qui était utilisée dans l'écriture du letton jusqu’en 1921 lorsqu’elle est remplacée par le K cédille ‹Ķ›. Elle est formée d’un K diacrité par une barre inscrite oblique.

## Représentations informatiques
Cette lettre possède les représentations Unicode suivantes :
| formes    | représentations | chaînes de caractères | points de code | descriptions                                |
| --------- | --------------- | --------------------- | -------------- | ------------------------------------------- |
| capitale  | Ꞣ               | Ꞣ                     | U+A7A2         | lettre majuscule latine k barré obliquement |
| minuscule | ꞣ               | ꞣ                     | U+A7A3         | lettre minuscule latine k barré obliquement |